# Đồi mồi dứa
Rùa xanh, danh pháp khoa học là Chelonia mydas, là một loài rùa biển thuộc họ Vích. Đây là loài duy nhất của chi Chelonia. Đồi mồi dứa là loài di cư nên chúng có phạm vi phân bố rộng khắp các vùng biển nhiệt đới và cận nhiệt đới, với hai quần thể khác biệt tại Đại Tây Dương và Ấn Độ Dương - Thái Bình Dương.
Sự sống của rùa xanh đang bị đe dọa nghiêm trọng bởi những hoạt động của con người. Ở nhiều quốc gia, đồi mồi dứa và trứng của chúng vẫn bị săn bắt để lấy mai và dùng làm thức ăn. Ô nhiễm biển và quy hoạch đô thị khu vực ven biển cũng góp phần làm mất môi trường sống của chúng, do bãi biển là nơi mà chúng làm tổ và đẻ trứng. Đồi mồi dứa C. mydas là một loài nguy cấp và đang được bảo vệ nghiêm ngặt ở hầu hết các quốc gia.

## Phạm vi phân bố
Phạm vi phân bố của rùa xanh trải dài trên khắp các vùng biển nhiệt đới và cận nhiệt đới thuộc ba đại dương Đại Tây Dương, Ấn Độ Dương và Thái Bình Dương. Tuy nhiên, vì có sự khác biệt về mặt di truyền nên đồi mồi dứa lại được tách thành hai quần thể nhỏ hơn, là tiểu quần thể Đại Tây Dương - Địa Trung Hải và tiểu quần thể Ấn Độ Dương - Thái Bình Dương. DNA ty thể của những cá thể đồi mồi dứa ở Đại Tây Dương và Địa Trung Hải có sự tương đồng, trong khi những cá thể đồng loại ở khu vực Ấn Độ Dương - Thái Bình Dương lại có cùng một kiểu DNA ty thể với nhau. Nhiều khả năng là do những quần thể bị cô lập với nha bởi các mũi đất phía nam Nam Mỹ và châu Phi, là những nơi không có dòng hải lưu nóng chảy qua để đồi môi dứa có thể băng qua, tạo nên sự khác biệt về mặt di truyền trong cùng một loài ở đồi mồi dứa.
Đồi mồi dứa được ghi nhận là đã làm tổ ở hơn 80 quốc gia, và chúng được ước tính là sinh sống ở các khu vực ven biển của hơn 140 quốc gia trên toàn thế giới.

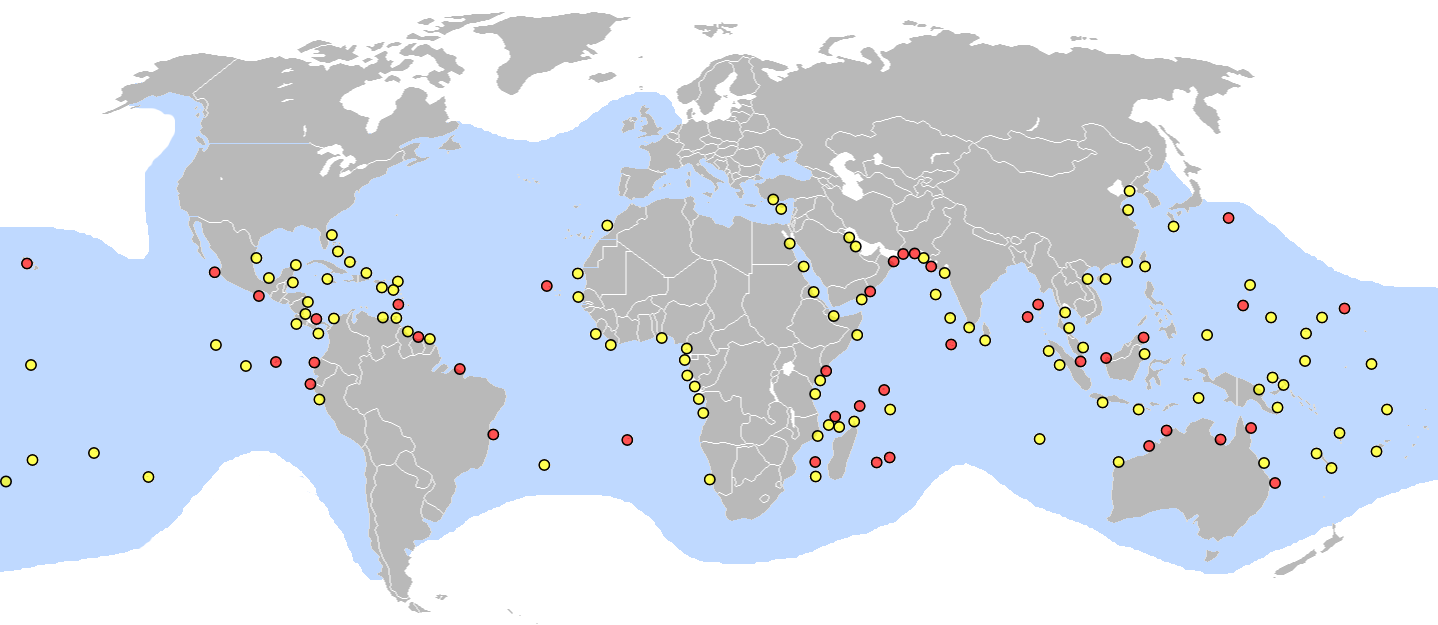
Phạm vi phân bố của đồi mồi dứa. Chấm đỏ là điểm mà chúng tập trung làm tổ. Chấm vàng là nơi chúng ít tập trung hơn.

## Phân loại

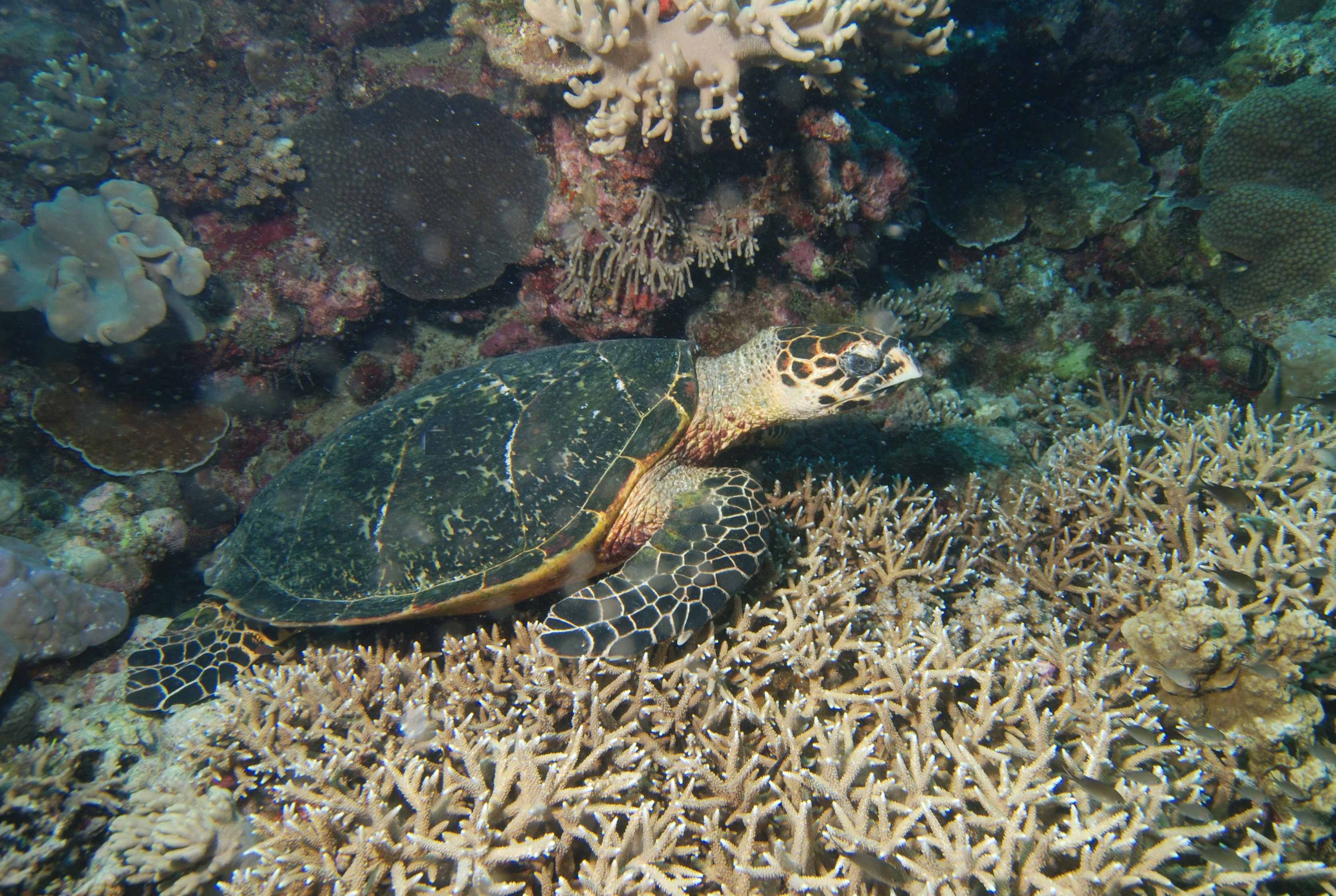
Đồi mồi dứa cái trở về biển sau khi đẻ trứng trên đảo Redang, Malaysia

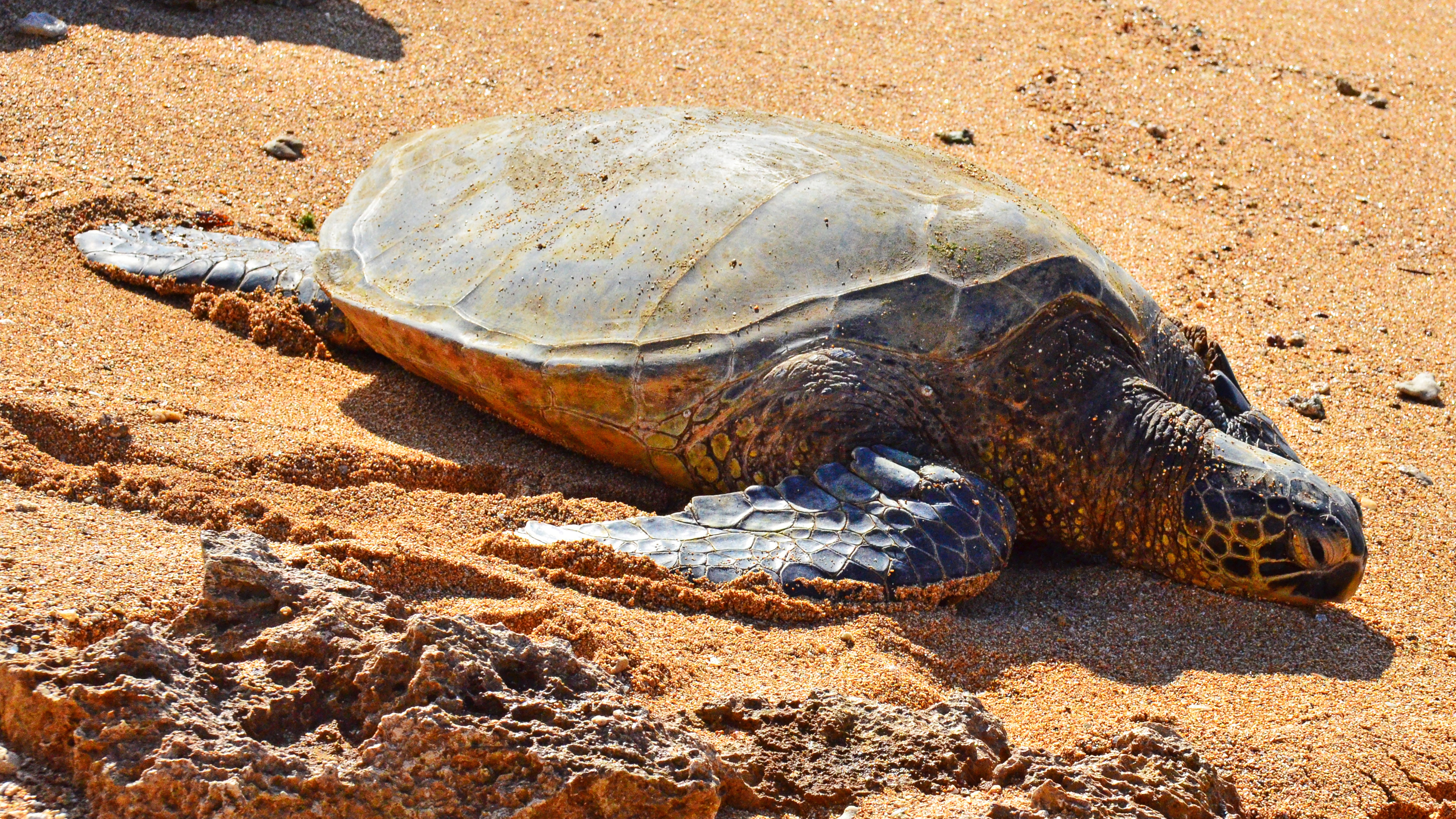
Đồi mồi dứa trên bãi biển

Đồi mồi dứa được mô tả lần đầu tiên vào năm 1758 bởi Carl Linnaeus với danh pháp là Testudo mydas. Năm 1868, Marie Firmin Bocourt mô tả một loài rùa biển ở Đông Thái Bình Dương (cụ thể là tại Galápagos) với danh pháp là Chelonia agassizii. Phân tích DNA ty thể và DNA nhân của hai loài tại 15 bãi biển mà chúng làm tổ cho thấy, các quần thể tại ba đại dương lớn có quan hệ mật thiết với nhau, do đó về mặt phân loại, C. agassizii không phải là một loài riêng biệt Tất cả các thành viên của hai loài này sau đó được chỉ định với danh pháp là Chelonia mydas.

## Sinh thái và hành vi

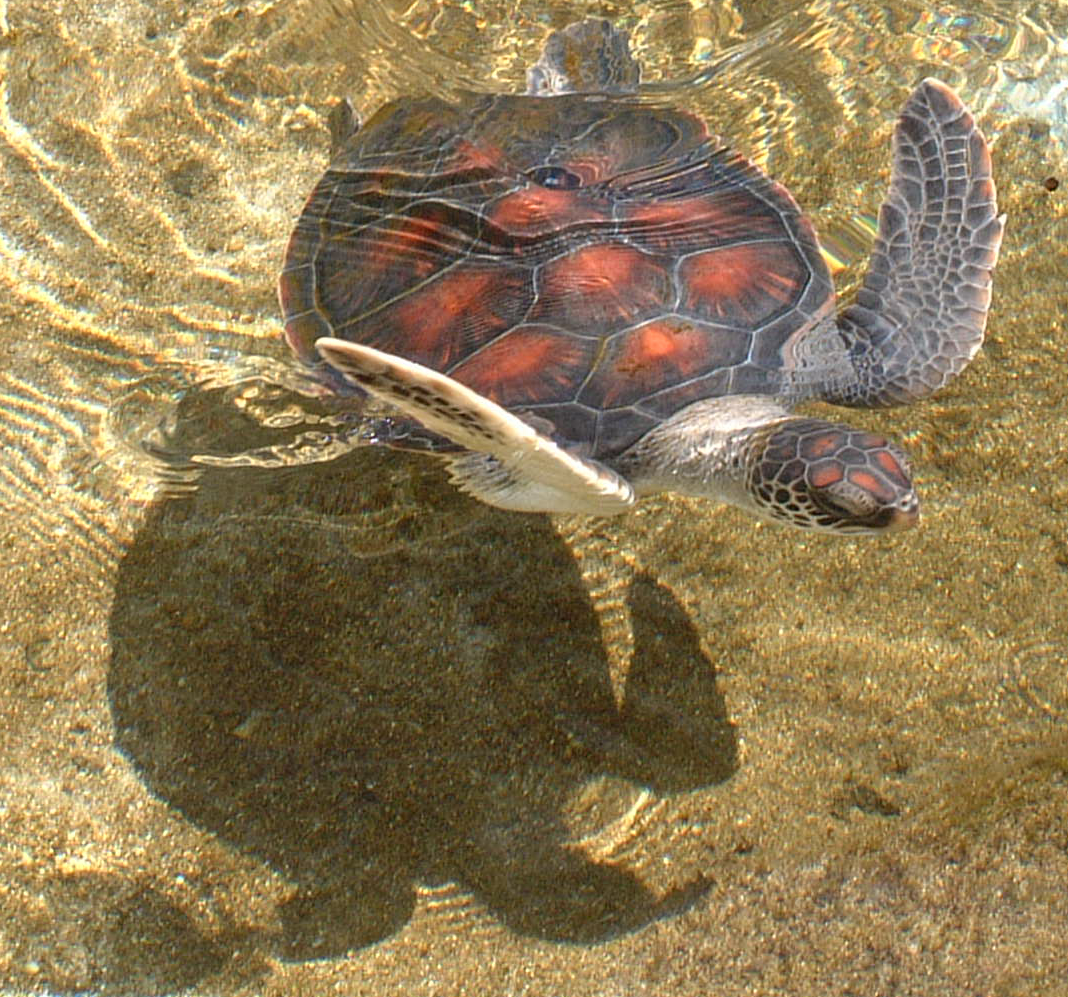
Đồi mồi dứa non ở Hawai

Giống như nhiều loài rùa biển khác, rùa xanh di cư với khoảng cách khá xa giữa khu vực kiếm ăn và nơi sinh sản. Nhiều hòn đảo trên thế giới được gọi là đảo Rùa do có đồi mồi biển làm tổ và đẻ trứng trên bờ biển. Rùa cái tìm vị trí thích hợp, đào tổ và đẻ trứng vào ban đêm. Sau đó, rùa con nở ra từ trứng và xuống biển. Đồi mồi dứa có thể sống đến 80 năm trong môi trường tự nhiên.